# Toplotni stroj
Toplòtni stròj je termodinamski sistem, ki lahko preide zaporedje sprememb tako, da se vrne v svoje začetno stanje. To zaporedje sprememb imenujemo krožna sprememba. Med spremembami lahko toplotni stroj izmenjuje toploto s toplotnimi rezervoarji, telesi z veliko toplotno kapaciteto in stalno temperaturo, ki lahko oddajo ali sprejmejo poljubno količino toplote. V krožni spremembi lahko toplotni stroj:
- opravi ali prejme delo
- prenese toploto med toplotnimi rezervoarji

Po prvem zakonu termodinamike mora biti vsota prejetega dela in prejete toplote enaka vsoti oddanega dela in oddane toplote.
Stroji, ki pri prenosu toplote iz toplejšega v hladnejši toplotni rezervoar oddajajo delo, so toplotni stroji v ožjem pomenu besede, stroji, ki prejemajo delo in prenašajo toploto iz hladnejšega v toplejši toplotni rezervoar, pa so hladilni stroji.

## Izkoristek toplotnega stroja
Izkoristek η toplotnega stroja je določen kot razmerje med delom, oddanim ali prejetim v krožni spremembi, ter toploto, dovedeno med krožno spremembo.
{\displaystyle \eta ={\frac {|A_{\mathrm {kr} }|}{Q_{\mathrm {dov} }}}}
Tako definiran izkoristek toplotnega stroja je vedno med 0 in 1. Stroj z največjim izkoristkom je idealni toplotni stroj ali Carnotov toplotni stroj, ki opravlja Carnotovo krožno spremembo.

## Zgledi toplotnih strojev
Toplotne stroje lahko razvrstimo po krožni spremembi, ki jo opravljajo.
- Parna krožna sprememba – pri teh strojih in krožnih spremembah je delovna tekočina plin in kapljevina.
  - Carnotova krožna sprememba (Carnotov toplotni stroj)
  - Rankinova krožna sprememba (parni stroj)
  - regenerativna krožna sprememba (boljši izkoristek od parnega stroja)
- Plinska krožna sprememba – pri teh strojih in krožnih spremembah je delovna tekočina vedno plin.
  - Braytonova krožna sprememba ali Joulova krožna sprememba (plinska turbina)
  - Ericssonova krožna sprememba
  - Stirlingova krožna sprememba (Strilingov stroj)
  - motor z notranjim zgorevanjem
    - Ottova krožna sprememba (bencinski motor, hitri dizelski motorji)
    - Dieselova krožna sprememba (dizelski motor)
    - Atkinsonova krožna sprememba
    - Lenoirjeva krožna sprememba (pulzni reakcijski motor)
- Neposredna pretvorba
  - termoelektrični (Peltierov pojav)
  - termionska emisija
- Hladilni stroji
  - Carnotov hladilni stroj
  - Vuilleumierov hladilni stroj
  - absorpcijski hladilni stroj
  - toplotna črpalka